# ساره بيات
ساره بيات هي ممثلة إيرانية، ولدت في 6 أكتوبر 1979 بمشهد في إيران. من الجوائز التي نالتها جائزة الدب الفضي لأفضل ممثلة ‏ سنة 2011.

## أعمال

### أفلام
- (2011) انفصال نادر وسمين
- (2015) محمد رسول الله
- 2018 اتاق تاريك

## جوائز
- جائزة الدب الفضي لأفضل ممثلة [الإنجليزية]‏ (2011)

## وصلات خارجية
- ساره بيات على موقع IMDb (الإنجليزية)
- ساره بيات على موقع قاعدة بيانات الأفلام العربية
- ساره بيات على موقع ألو سيني (الفرنسية)
- ساره بيات على موقع أول موفي (الإنجليزية)
- ساره بيات على موقع قاعدة بيانات الأفلام السويدية (السويدية)
- ساره بيات على موقع قاعدة بيانات الفيلم (الإنجليزية)
- ساره بيات على موقع كينوبويسك (الروسية)